# NGC 946
NGC 946 ist eine linsenförmige Galaxie vom Hubble-Typ S0 im Sternbild Andromeda am Nordsternhimmel. Sie ist schätzungsweise 264 Millionen Lichtjahre von der Milchstraße entfernt und hat einen Durchmesser von etwa 115.000 Lichtjahren. 

Im selben Himmelsareal befinden sich u. a. die Galaxien NGC 923 und NGC 937.
Die Typ-Ia-Supernova SN 2016W wurde hier beobachtet.
Das Objekt wurde am 6. Oktober 1784 von Wilhelm Herschel entdeckt.